# Academia Nacional de Historia de Ecuador
La Academia Nacional de Historia de Ecuador es la institución intelectual y científica encargada oficialmente del estudio de la Historia del Ecuador. Tiene su sede principal en la ciudad de Quito, además de capítulos en con representación en todas las provincias del país. Forma parte de la Asociación Iberoamericana de Academias Nacionales de Historia.

## Historia
La Academia tiene como organismo precedente a la Sociedad Ecuatoriana de Estudios Históricos Americanos, fundada en Quito el 24 de julio de 1909 bajo la dirección del arzobispo Federico González Suárez, y se convirtió en Academia Nacional mediante decreto legislativo publicado 28 de septiembre de 1920. Sus miembros fundadores fueron Federico González Suárez, director; Luis Felipe Borja, subdirector; Carlos Manuel Larrea, secretario; Cristóbal Gangotena Jijón, bibliotecario-archivero; José Gabriel Navarro, tesorero; Alfredo Flores y Caamaño, socio; Jacinto Jijón y Caamaño, socio; Aníbal Viteri Lafronte, socio y Juan León Mera, socio.  En 1928 la Real Academia de la Historia de España reconoció como correspondientes a los miembros de la Academia Ecuatoriana.

## Sede
La primera sede de la Academia Nacional de Historia del Ecuador fue el Palacio del Conde de Peñaflor, también llamada Casa del Oidor Villacís, en el Centro Histórico de Quito, y que actualmente es el Museo Nacional de Arte Colonial. Sin embargo, y debido a daños de la estructura que obligaron a su desocupación, en 2007 el Municipio de la ciudad le cedió en comodato el Palacio de La Alhambra, ubicado en la esquina de la avenida 6 de diciembre y Francisco Roca, de la parroquia Mariscal Sucre. El edificio, de exteriores neomudéjares e interiores neoclásicos, fue construido a inicios del siglo XX para la familia Herdoíza, por lo que también es conocido como Villa Herdoíza.

## Organización y miembros
La Academia Nacional de Historia es regida por el Directorio, que se reúne todas las semanas y está conformada por el director, subdirector, secretario, tesorero, bibliotecario archivero, director de publicaciones y el publirelacionista. Los miembros se dividen en cinco clases: académicos numerarios, académicos correspondientes nacionales, académicos correspondientes extranjeros, miembros eméritos y directores honorarios vitalicios.
Los directores de la ANHE a lo largo de su historia han sido:
| Nombre                   | Ciudad de origen |
| ------------------------ | ---------------- |
| Federico González Suárez | Quito            |
| Jacinto Jijón y Caamaño  | Quito            |
| Ceciliano Monge          | Ambato           |
| Carlos Manuel Larrea     | Quito            |
| Luis Felipe Borja Pérez  | Quito            |
| Julio Tobar Donoso       | Quito            |
| Isaac J. Barrera         | Otavalo          |
| Carlos Manuel Larrea     | Quito            |
| Jorge Salvador Lara      | Quito            |
| Plutarco Naranjo         | Ambato           |
| Manuel de Guzmán Polanco | Quito            |
| Jorge Núñez Sánchez      | Quito            |
| Juan Cordero Íñiguez     | Cuenca           |
| Franklin Barriga López   | Latacunga        |
| César Alarcón Costta     | Quito            |

## Obras
La institución ha publicado cerca de diez mil libros y artículos escritos por sus miembros, algunos en cooperación con universidades, ministerios y gobiernos locales. Posee un órgano de difusión semestral llamado Boletín, en el que se publican artículos y ensayos de los académicos, tanto nacionales como extranjeros. Finalmente, posee un amplio fondo documental alhojado en la Biblioteca Jacinto Jijón y Caamaño, que a su vez se divide en varios fondos.